# Тинта Негра
Тинта Негра (Тинта Негра Моле; порт. Tinta negra mole) — технический (винный) сорт винограда, используемый для производства красных вин на острове Мадейра, где из него делают одноимённое креплёное вино. Этой лозой занято около 70% виноградников острова. От 80% до 90% мадеры производится из винограда этого сорта. Синонимы: Mulata, Negra Mole, Negramoll, Negramolle.
Сорт испанского происхождения. Название переводится как «окрашенный чёрный». Ранее было распространено мнение, что Тинта Негра – это гибрид сортов Гренаш и Пино Нуар, но современные исследования показали, что это клон сорта Мулар (порт. Mollar cano) с соседнего острова Порту-Санту. Сорт распространился после нашествия филлоксеры в XIX веке, которое повлекло гибель виноградников. 
Помимо Мадейры, сорт возделывают на Азорских и Канарских островах. Незначительные посадки есть в Калифорнии. Сорт высокоурожайный. Цветок обоеполый. Грозди компактные. Ягоды чёрного цвета, среднего размера, овальной формы.
Тинта-негра используется для приготовления недорогих и простых красных вин (как сухих, так и креплёных). Такое позиционирование сорта привело к тому, что его не включают в список «благородных» сортов для производства мадеры (Мальвазия, Боал, Вердельо, Серсиаль). Считается, что чрезвычайное распространение этого сорта на Мадейре нанесло удар по репутации мадеры (которая в XX веке стала восприниматься как дешёвое низкокачественное вино для кулинарии). 
В принципе из сорта можно получить незаурядное вино. Часто используется в купажах, например, с Листан Негро.